# No Mercy (2001)
Pour les articles homonymes, voir No Mercy.
No Mercy 2001 s'est déroulé le 21 octobre 2001 au Savvis Center de St. Louis, Missouri.
| Matchs | Stipulation                                                    | Durée | |
| --- | -------------------------------------------------------------- | ----- | --- |
| The APA (Faarooq et Bradshaw) def. Chris Kanyon et Hugh Morrus                                                 | Sunday Night Heat match                                        | 5:20  | - Bradshaw a effectué le tombé sur Kanyon. |
| Billy Kidman def. Scotty 2 Hotty                                                                               | Sunday Night Heat match pour le WCW Cruiserweight Championship | 7:53  | - Kidman conserve le WCW Cruiserweight Championship. |
| The Hardy Boyz (Matt Hardy et Jeff Hardy) (w/Lita) def. Lance Storm et The Hurricane (w/Mighty Molly et Ivory) | Tag Team match pour le WCW Tag Team Championship               | 7:42  | - Matt a effectué le tombé sur Hurricane après que Jeff lui a infligé une Swanton Bomb. - The Hardy Boyz conservent le WCW Tag Team Championship.                       |
| Test def. Kane                                                                                                 | Match simple                                                   | 10:09 | - Test a effectué le tombé sur Kane après un Big Boot. |
| Torrie Wilson def. Stacy Keibler                                                                               | Lingerie Match                                                 | 3:08  | - Torrie a réalisé le compte de trois sur Stacy après un Handspring elbow.                                                                                              |
| Edge def. Christian                                                                                            | Ladder match pour le WWF Intercontinental Championship         | 22:16 | - Edge a décroché la ceinture pour l'emporter après un one-man Con-chair-to sur Christian. - Edge remporte le WWF Intercontinental Championship.                        |
| The Dudley Boyz (Bubba Ray et D-Von) def. The Big Show et Tajiri                                               | Tag Team match pour le WWF Tag Team Championship.              | 9:19  | - D-Von a réalisé le compte de trois sur Tajiri après un 3D. - The Dudley Boyz conservent le WWF Tag Team Championship.                                                 |
| The Undertaker def. Booker T                                                                                   | Match simple                                                   | 13:12 | - Undertaker a effectué le tombé sur Booker T après le Last Ride. |
| Chris Jericho def. The Rock                                                                                    | Match pour le WCW Championship                                 | 23:44 | - Jericho a effectué le tombé sur le Rock après le Breakdown sur une chaise. - Jericho remporte le WCW Championship. - C'est le premier titre mondial de Chris Jericho. |
| Steve Austin def. Kurt Angle et Rob Van Dam                                                                    | Triple Threat match pour le WWF Championship                   | 15:15 | - Austin a effectué le tombé sur Van Dam après un Stunner. - Pendant le match, Vince McMahon et Shane McMahon sont intervenus. - Austin conserve le WWF Championship.   |